# Ur-Nammu

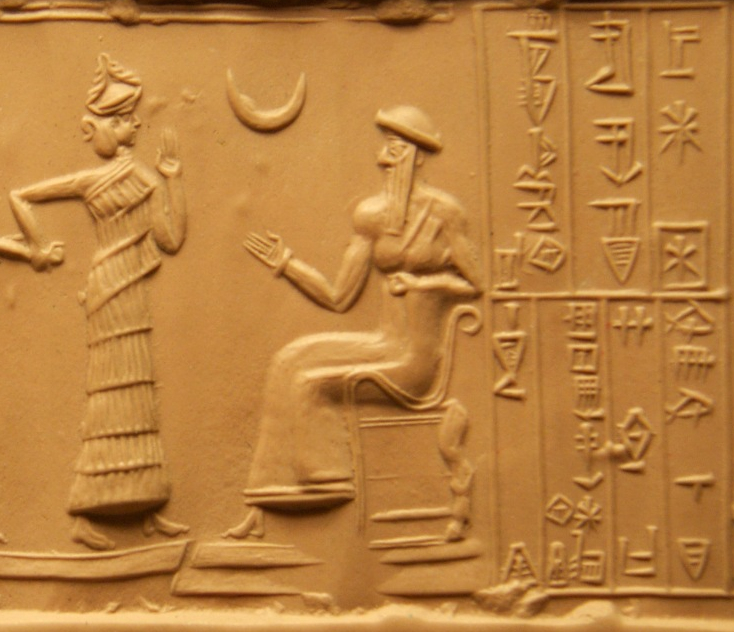
Ur-Nammu auf einer Siegelabrollung

Ur-Nammu (auch Urnammu und Ur-Namma) war ein sumerischer König 2112 bis 2095 v. Chr. aus der in Mesopotamien gelegenen Stadt Ur. Er begründete die III. Dynastie von Ur und war zunächst General und Statthalter des Utuḫengal von Uruk auf dem Thron des Königs von Ur.
Von dessen Oberherrschaft löste er sich jedoch schnell. Es wird sogar spekuliert, dass Ur-Nammu Bruder des Utuḫengal war. Begonnen hatte er seine Karriere in Eschschu, einer kleinen Stadt in der Nähe von Ur, aus der wohl auch seine Mutter und deren Familie stammten. Es gibt Hinweise in den Quellen, die dafür sprechen, dass Ur-Nammu dem Utuḫengal zunächst unterlegen war.
Als er schließlich Utuḫengals Macht abgeschüttelt hatte, gliederte er unter anderem Uruk, Eridu, Larsa, Adab und Nippur, nach einem Sieg über Namahani, einem Mitglied der Gudea-Dynastie aus Lagaš, auch den vormaligen Staat Lagaš seinem Herrschaftsgebiet an (insgesamt sollen es 23 Stadtstaaten gewesen sein) und begründete so die dritte Dynastie von Ur. Selbst Teile Akkads gehörten zu seinem Herrschaftsgebiet. Bei der Reformation des Staatswesens orientierte er sich an den alten sumerischen Traditionen – vor allem an der legendären Stadt Uruk, weshalb diese Zeit auch sumerische Renaissance genannt wird. Die Neuordnung hatte eine Zentralisierung und Bürokratisierung zur Folge. Verwaltung und Rechtsprechung wurden reorganisiert, was Katastertexte und der Gesetzes-Codex Ur-Nammu zeigen. In Uruk installierte er einen seiner Söhne als En-Priester der Göttin Inanna. Schon zuvor hatte er eine seiner Töchter zur Hohepriesterin des Mondgottes Nanna in Ur ernannt. Zu seiner Krönung zog er nach Nippur, dem religiösen Zentrum Sumers, wo er dem Gott Enlil opferte. Damit hatte er die drei wichtigsten religiösen Zentren in seiner Hand vereint.
Durch diese Einigung Sumers konnte er auch die Oberhoheit und Aufsicht über den Fernhandel an sich ziehen. Ur war in der Folgezeit das Zentrum des Handels mit Magan und Meluḫḫa.
Er ließ einen acht Meter hohen Wall und eine Mauer um den Tempelbezirk in seiner Hauptstadt Ur bauen, die schätzungsweise 30.000 Einwohner und eine Fläche von ca. 63 Hektar hatte. Ur-Nammu ist der Auftraggeber der Zikkurat von Ur und der Zikkurat des Nanna. Das Kanal- und Wegesystem ließ er erneuern und ausbauen. Auch die Tempel in anderen Städten ließ er mit Mauern schützen. Am Ende seines Lebens begann er mit dem Neubau der Mauern von Ur, die er jedoch nicht mehr fertigstellen konnte.
Gegen Ende seiner Regierungszeit erwuchs ihm mit den Elamitern, die sich mit den Gutäern verbündet hatten, ein starker Gegner. Urnammu starb überraschend nach 18 Regierungsjahren, er fand wohl bei einer Schlacht gegen die Gutäer den Tod. Sein Nachfolger war sein Sohn, König Šulgi.

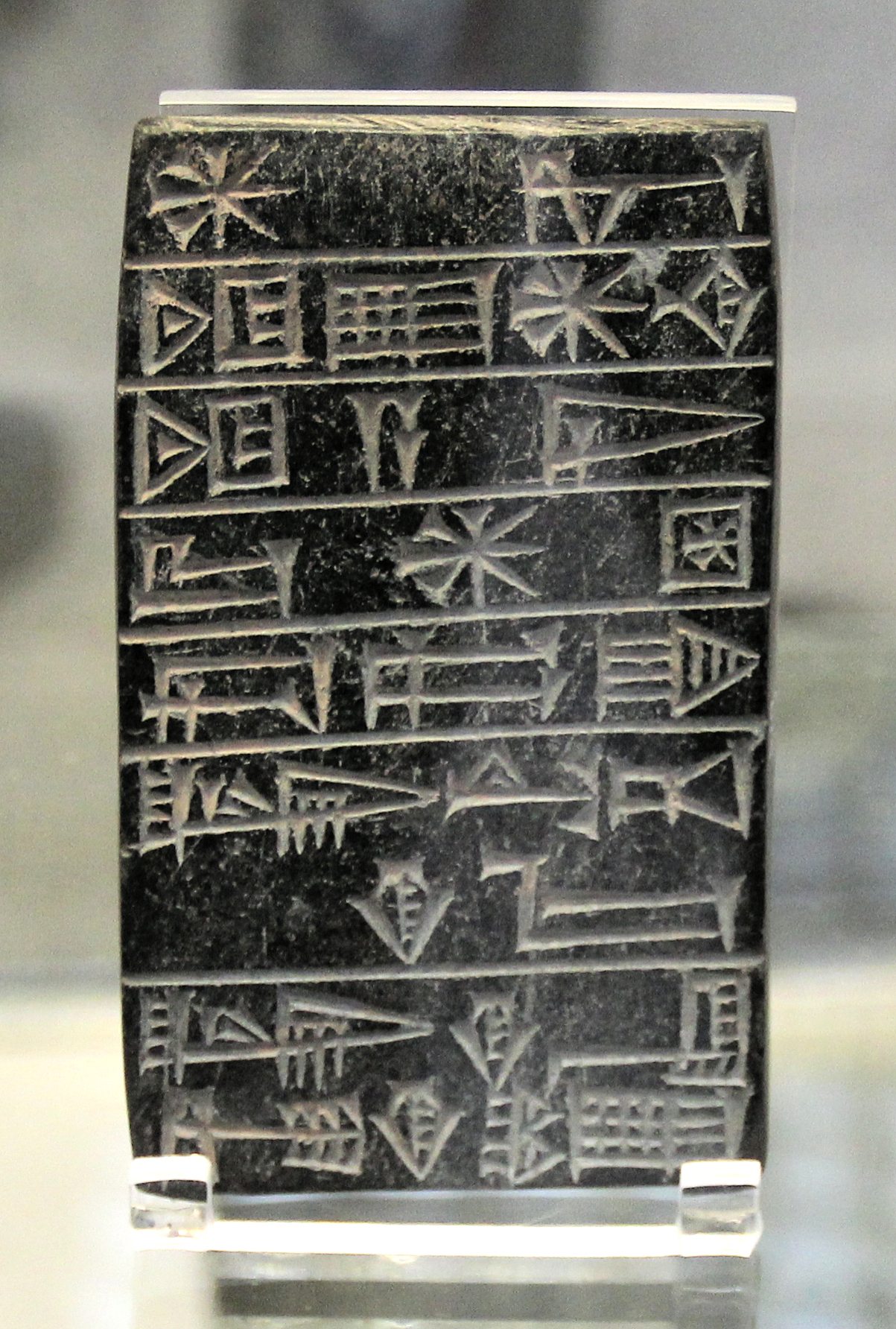
Tempelwidmungsinschrift des Ur-Nammu

Seine Gemahlin war Watartum, die auch die Mutter seines Nachfolgers war.

## Codex Ur-Nammu
Der Codex Ur-Nammu ist die älteste schriftlich überlieferte Rechtssammlung. Sie ist in sumerischer Sprache abgefasst und ca. 2100 v. Chr. im Auftrag von Ur-Nammu oder seines Sohnes Šulgi entstanden.